# الحركة الدستورية الإسلامية
الحركة الدستورية الإسلامية أو حدس هي كتلة سياسية كويتية تأسست في 1991 بعد تحرير الكويت من الغزو العراقي لتكون واجهة سياسية لجماعة الإخوان المسلمين في الكويت، وتتبني الخط الإسلامي السياسي. وهي حركة سلمية لا تتبنى العنف. وهي الجناح السياسي لجماعة الإخوان المسلمين في الكويت - جمعية الإصلاح الاجتماعي. وللحركة أعضاء يمثلوها في مجلس الأمة الكويتي.
تقدمت «الحركة» بعدة رؤى سياسية منشورة في مجالات النفط والطاقة، الإصلاح السياسي، الوحدة الوطنية، كما تقدم نواب «الحركة» بقوانين الحقوق المدنية والاجتماعية للمرأة، الحقوق المدنية للبدون، كشف الذمة المالية للقياديين، تنظيم الجمعيات السياسية.

## الأمين العام للحركة
تقلد منصب الأمين العام للحركة الدستورية الإسلامية كل من:
1. الشيخ الدكتور جاسم المهلهل الياسين
2. الشيخ عيسى ماجد بن صالح الشاهين
3. الدكتور بدر الناشي
4. الدكتور ناصر جاسم عبد الله الصانع
5. المهندس محمد العليم

## ممثلو حدس

### مجلس الأمة الكويتي 1963
لا أحد

### مجلس الأمة الكويتي 1967
1. محمد العدساني (فاز بالانتخابات لكن رفض المقعد) - كيفان

### مجلس الأمة الكويتي 1971
لا أحد

### مجلس الأمة الكويتي 1975
لا أحد

### مجلس الأمة الكويتي 1981
1. محمد العدساني (عضو منتخب رئيس مجلس الأمة) - كيفان
2. عيسى ماجد صالح شاهين غانم الشاهين - الدائرة التاسعة - دائرة الروضة الانتخابية

### مجلس الأمة الكويتي 1985
1. حمود الرومي - الفيحاء
2. عبد العزيز المطوع - القادسية
3. عبد الله فهد عبد العزيز النفيسي - حولي
4. مبارك فهد علي فهد الدويلة - العمرية

### مجلس الأمة الكويتي 1992
1. إسماعيل خضر خلف الشطي - حولي
2. جمال أحمد جمال محمد حسين الكندري - الرميثية
3. مبارك فهد علي فهد الدويلة - العمرية
4. ناصر جاسم عبد الله خليفه الصانع - الروضة

### مجلس الأمة الكويتي 1996
1. جمعان فالح العازمي - ام الهيمان
2. عايض علوش المطيري - الرقة
3. عبد الله راشد الهاجري - الفحيحيل
4. مبارك فهد علي فهد الدويلة - العمرية
5. ناصر جاسم عبد الله خليفه الصانع - الروضة
6. وليد خالد فهد الجري (قريب من الاخوان المسلمين) - الأحمدي

### مجلس الأمة الكويتي 1999
1. عبد الله العرادة - الصليبخات
2. مبارك صنيدح - الرقة
3. مبارك فهد علي فهد الدويلة - العمرية
4. ناصر جاسم عبد الله خليفه - الروضة

### مجلس الأمة الكويتي 2003
1. د. محمد محسن جديع البصيري - الجهراء - (الدائرة العشرون)[1]
2. ناصر جاسم عبد الله خليفه الصانع - الروضة - (الدائرة التاسعة)[2]

### مجلس الأمة الكويتي 2006
مثل الحركة الدستورية الإسلامية في مجلس الأمة الكويتي 2006 (البرلمان) 6 نواب - في ظل نظام ال 25 دائرة.
1. دعيج الشمري - الفيحاء - (الدائرة السادسة)
2. ناصر الصانع - الروضة - (الدائرة التاسعة)
3. جمال أحمد جمال محمد حسين الكندري - الرميثية - (الدائرة الثالثة عشر)[4]
4. د.جمعان الحربش - الصليبيخات - (الدائرة الثامنة عشر)
5. خضير العنزي - الجهراء ح - (الدائرة التاسعة عشر)
6. محمد البصيري - الجهراء ق - (الدائرة العشرون)

### مجلس الأمة الكويتي 2008
مثل الحركة الدستورية الإسلامية في مجلس الأمة الكويتي 2008 (البرلمان) 3 نواب من مجموع خمسين نائبا - في ظل نظام ال 5 دوائر.
1. د.جمعان الحربش - 6496 صوتا (الدائرة الثانية) [5]
2. د.ناصر الصانع - 6058 صوتا (الدائرة الثالثة)[6]
3. عبد العزيز الشايجي - 6250 صوتا (الدائرة الثالثة)[6]

### مجلس الأمة الكويتي 2009
مثل الحركة الدستورية الإسلامية في مجلس الأمة الكويتي 2009 (البرلمان) نائب واحد من مجموع خمسين نائبًا - في ظل نظام ال 5 دوائر.
1. د.جمعان الحربش - 5929 صوتا (الدائرة الثانية)
2. فلاح مطلق هذال مقدن الصواغ العازمي - 16602 صوتا (الدائرة الخامسة) - متحالف مع الإخوان

### مجلس الأمة الكويتي فبراير 2012
نجح عدد من الحركة في انتخابات فبراير 2012
1. أسامة الشاهين - 10872 صوتا (الدائرة الأولى)[7]
2. جمعان الحربش - 8475 صوتا (الدائرة الثانية)[7]
3. حمد المطر - 5624 صوتا (الدائرة الثانية)[7]
4. محمد الدلال - 10802 صوتا (الدائرة الثالثة)[7]
5. فلاح الصواغ - 26871 صوتا (الدائرة الخامسة)[7] - متحالف مع الإخوان

## وصلات خارجية
- الموقع الرسمي
- صحيفة الحركة، كويتية أسبوعية منوعة
- برنامج الحركة الدستورية الإسلامية، المعرفة، ملفات خاصة 2003، الجزيرة نت
- Muslim Brothers, Kuwait Politics Database
- الحياة السياسية في الكويت ودول الخليج، إسماعيل الشطي: عضو المكتب التنفيذي للحركة الدستورية في الكويت، برنامج بلا حدود، قناة الجزيرة، 25 أبريل 2001م